# Rangecell

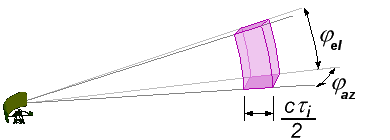
Das Impulsvolumen beschreibt das Auflösungsvermögen eines Radars und die maximale Größe einer Rangecell

Bei Radargeräten mit digitaler Signalverarbeitung wird der Wertevorrat für die gemessene Entfernung in kleine Abschnitte unterteilt, die Rangecells genannt werden. Eine Rangecell ist also die kleinste Einheit im Entfernungsmaßstab.
Bei Radargeräten ohne Pulskompressionsverfahren wird die Größe der Rangecell meist durch die Sendeimpulsdauer bestimmt. Kleinere Abmessungen wären möglich, aber größere Abmessungen führen zu Informationsverlust. Für das Auflösungsvermögen eines Impulsradars steht das Impulsvolumen. Wenn sich zwei reflektierende Objekte in diesem Impulsvolumen befänden, würden sie trotzdem nur als ein Zielzeichen dargestellt werden können. Würde man die Größe der Rangecell größer machen als diese durch das Impulsvolumen bestimmte Entfernungsdifferenz, dann würden sogar mehrere bereits getrennt erkannte Objekte in diese eine Entfernungseinheit gepresst und die Information, dass es sich um zwei Objekte handelt, verloren gehen.
Beträgt die Sendeimpulsdauer beispielsweise 1 µs, dann ist die Rangecell gemäß der allgemeinen Formel für die Entfernungsbestimmung 150 m groß.
Wenn die theoretisch maximale Reichweite des Radargerätes 300 km beträgt, dann hat eine Entfernungsauslenkung auf dem Radarschirm insgesamt mindestens 2000 Rangecells und der Speicher für diese Daten einer einzelnen Impulsperiode benötigt mindestens 2000 Byte.
Der Begriff Rangecell erhielt erst mit der digitalen Verarbeitung der Echosignale eines Radars eine besondere Bedeutung. Vor allem in kleinen FMCW-Radarmodulen, welche die zur Entfernungsmessung notwendige schnelle Fourier-Transformation hardwarebasiert innerhalb eines Field Programmable Gate Array (FPGA) durchführen, ist die Anzahl dieser Rangecells limitiert. Durch Verlangsamung der Taktfrequenz in dem FPGA kann zwar die installierte Reichweite eines solchen Radars im Rahmen seines energetischen Leistungsvermögens vergrößert werden, das Verhältnis maximale Reichweite zur Entfernungsauflösung bleibt jedoch konstant und ist gleich der Anzahl der Rangecells in diesem FPGA. Bei dem didaktischen Schulungsradar „Skyradar Pro“ für den Einsatz innerhalb eines Klassenzimmers ist eine maximale Reichweite von 9 m verbunden mit einer Entfernungsauflösung von theoretisch 3,75 cm. Diese Daten beschreiben den verwendeten FPGA mit einer Anzahl von 200 Rangecells.